# My Apocalypse
My Apocalypse is de 40e single van de Amerikaanse heavymetalband Metallica. Het nummer staat op hun studioalbum Death Magnetic. My Apocalypse werd uitgegeven op 13 september 2008.
My Apocalypse won een Grammy in de categorie "Best Metal Performance".

## Bandleden
- James Hetfield
- Kirk Hammett
- Robert Trujillo
- Lars Ulrich

## Hitlijsten
| Hitlijst (2008)                       | Positie |
| ------------------------------------- | ------- |
| Australian ARIA Singles Chart         | 38      |
| Austrian Singles Chart                | 56      |
| Belgium Singles Top 50                | 49      |
| Canadian Hot 100                      | 28      |
| Denmark Singles Chart                 | 15      |
| Finland Singles Top 20                | 3       |
| Irish Singles Chart                   | 45      |
| Norway Singles Chart                  | 9       |
| Swedish Singles Chart                 | 15      |
| UK Singles Chart                      | 51      |
| U.S. Billboard Hot 100                | 67      |
| U.S. Billboard Mainstream Rock Tracks | 38      |